# 안양예술공원
안양예술공원(安養藝術公園)은 대한민국 경기도 안양시 만안구 석수동에 위치한 공원이다.

## 개요
과거에는 안양유원지로 불렸으며, 1회 APAP를 거쳐 안양예술공원으로 명칭을 변경했다. 안양예술공원은 안양8경 중 6경이며, 과거 수도권의 대표적인 휴양지이다.

## 역사
안양유원지는 1960년대에 국민관광지로 지정되었다. 편리한 교통편, 주변 산과 고찰 관광 등으로 많은 가족단위 피서객들이 몰렸다. 이후에는 무분별한 개발로 인해서 유원지의 자연경관이 훼손되었고, 1977년에 있었던 안양지역 홍수로 인해서 유원지에 토사가 유입되었다. 안양시는 1994년부터 2004년까지 환경사업을 추진했으며, 2005년, 안양예술공원으로 명칭이 변경되었다.

## 특징
안양예술공원의 대부분의 행사는 안양파빌리온이 주관하며, 많은 안양공공예술프로젝트 작품들이 설치되어있다.

## 같이 보기
- 안양박물관
- 김중업건축박물관
- 안양파빌리온
- 안양공공예술프로젝트
- 안양풀장역